# Jos Lindeboom
Johannes Catharinus (Jos) Lindeboom (Apeldoorn 29 augustus 1906 – Baarn, 30 september 1972) was een Nederlands ambtenaar en burgemeester.

## Leven en werk
Lindeboom werd in Apeldoorn geboren als zoon van Cornelis Lindeboom (predikant) en Anthonia Margaretha de Jong. Hij was  Referendaris van de gemeente Medan (Sumatra). Na de geboorte van zijn dochter, Cornelia Elisabeth Lindeboom, en zoon Lucas Lindeboom, heeft hij gewerkt als secretaris van de Indonesische stad Makassar, Zuid-Celebes. Tot de Japanse bezetting (Febr. 1942 tot oktober 1945) in het Burger-Mannen interneringskamp Pare-Pare; In 1951 werd Lindeboom benoemd tot burgemeester van de gemeente Leens, een positie die hij tot 1962 vervulde. Nadien was hij bijna tien jaren burgemeester van de Groningse gemeente Bedum.